# امباکا
امباکا (به لاتین: Ambaca) یک شهرداری در آنگولا است که در استان کوانزای شمالی واقع شده‌است.